# Acronicta illita
Acronicta illita är en fjärilsart som beskrevs av Smith 1897. Acronicta illita ingår i släktet Acronicta och familjen nattflyn. Inga underarter finns listade i Catalogue of Life.